# S-Bahn-Unfall am Berliner Tor
Beim S-Bahn-Unfall am Berliner Tor handelt es sich um den schwersten Unfall mit einem Schienenfahrzeug im Raum Hamburg. Der Unfall ereignete sich am 5. Oktober 1961 um 22:38 Uhr südöstlich des S-Bahnhofes Berliner Tor.
Beim Unfall fuhr ein Zug der Gleichstrom-S-Bahn auf dem Weg nach Bergedorf auf einen mit T-Trägern beladenen Bauzug auf. Der Unfall ereignete sich zwischen den S-Bahnhöfen Rothenburgsort und Berliner Tor. Der Fahrdienstleiter hatte eine S-Bahn der Baureihe ET 170 versehentlich auf einen Streckenabschnitt einfahren lassen, der noch von einem Bauzug besetzt war. Er hatte den Bauzug vergessen; die elektrische Streckensicherung war wegen der Rangierarbeiten des Bauzuges abgeschaltet.
Ein S-Bahn-Zug der Baureihe ET 170 fuhr mit einer Geschwindigkeit von etwa 60 km/h auf den Bauzug auf. Die geladenen Doppel-T-Träger passten von den Abmessungen genau in die S-Bahn und drangen tief in den ersten Wagen ein. Bei dem Unfall wurden 28 Personen in der S-Bahn getötet und 55 Insassen verletzt. Der Lokführer des Bauzuges konnte kurz vor dem Zusammenstoß abspringen; der Triebfahrzeugführer der S-Bahn wurde getötet.
Die Rettung der Verletzten zog sich über Stunden hin. Die Arbeiten wurden durch die Lage der Unglücksstelle auf dem mehrere Meter hohen Damm der Kanalbrücke über den Mittelkanal erschwert. Außerdem war der Zugang zur S-Bahn wegen der hohen mechanischen Belastung am Metall ebenfalls nur schwer möglich. Teilweise mussten erst Zugänge mit Brennschneidgeräten geschaffen werden. Einige der Verletzten konnten nur dadurch befreit werden, dass eingeklemmte Gliedmaßen am Unfallort amputiert wurden. Neben der Feuerwehr waren auch das THW und ein Hilfszug der Deutschen Bundesbahn im Einsatz. Außerdem kamen zum Abtransport von verletzten Personen auch Privatfahrzeuge und Taxis zum Einsatz.
Der Fahrdienstleiter wurde zu einer Gefängnisstrafe von einem Jahr wegen Eisenbahntransportgefährdung, fahrlässiger Tötung in 28 Fällen und fahrlässiger Körperverletzung verurteilt, sein mitangeklagter Kollege mangels Beweisen für eine strafbare Handlung freigesprochen.